# 考恩鎮區 (密蘇里州韋恩縣)
考恩鎮區（英語：Cowan Township）是位於美國密蘇里州韋恩縣的一個行政鎮區。

## 地方資料
考恩鎮區的面積為272.35平方千米，當中陸地面積為271.45平方千米，而水域面積為0.90平方千米。根據2020年美國人口普查的數據，當地共有人口493人，而人口密度為每平方千米1.81人。